# Ugowa
Ugowa (nazwa uboczna Ugowej) – struga na ziemi prudnickiej, w południowo-zachodniej Polsce, w województwie opolskim, powiatach prudnickim i nyskim, gminach Biała i Korfantów. Dopływ strugi Ziębia.
Źródło strugi znajduje się na południowy zachód od osady Jeleni Dwór. Przepływa przez las Suchy Ług, a następnie płynie w rejonie miejscowości Przechód i Podgórze. Na południe od przysiółka Smolarnia, na północny zachód od Przechodu, uchodzi do strugi Ziębia.